# Komeniologia
Komeniologia – dziedzina nauki zajmująca się badaniem dzieł i myśli Jana Amosa Komeńskiego. Badania w zakresie komeniologii prowadzi katedra komeniologiczna Instytutu Filozoficznego Akademii Nauk Republiki Czeskiej.
Za założyciela naukowej komeniologii uważany jest Ján Kvačala.